# Maison Selderslachts-Clasman
La maison Selderslachts-Clasman (en néerlandais : Huis ou Burgerhuis Selderslachts-Clasman) est une réalisation de style Art nouveau de l'architecte Frans Smet-Verhas. Elle se trouve à Anvers en région flamande (Belgique).

## Histoire
Cette maison a été construite en 1904 pour F. Selderslachts-Clasman afin de servir d'habitation ainsi que de bureau et d'entrepôt à son commerce de peinture et de vernis. Elle est classée et reprise sur la liste des monuments historiques d'Anvers/Brederode depuis le 4 décembre 2003. Frans Smet-Verhas construira en 1908 la maison Schroyens assez ressemblante à la maison Selderslachts-Clasmans.

## Situation
Cet immeuble se situe au no 40 de Oudekerkstraat dans le prolongement de Korte van Pelstraat, au sud-ouest du centre d'Anvers.

## Description
La façade de la maison Selderslachts-Clasman compte trois niveaux plus un entresol et trois travées. Elle est bâtie en brique blanche entrecoupée de bandeaux de brique bleue vernissée et de pierre moulurée. Le soubassement est en pierre de taille. 
La porte d'entrée en chêne à deux battants est sculptée de lignes courbes et ornée d'une poignée et de boîtes aux lettres en cuivre propres au style Art nouveau. Elle possède des vitraux figurant des tiges végétales stylisées. 
Cinq baies vitrées du rez-de-chaussée et du premier étage forment des arcs outrepassés composés de briques blanches et bleues en alternance ainsi que de clés de voûte et de claveaux en pierre blanche sculptée. Quatre d'entre elles sont constituées de petits vitraux de teinte bleutée séparés de petits bois et entourant un plus grand vitrail laissant apparaître un motif floral. Un larmier est présent sous chaque baie.
Au premier étage, un balcon est soutenu par deux consoles latérales de pierre. Ce balcon de base incurvée est formé de trois piliers de pierre aux formes évasées et de quelques fers forgés. 
Sous la corniche en bois présentant une succession de pans coupés, se trouvaient trois panneaux rectangulaires de mosaïques (disparus). 

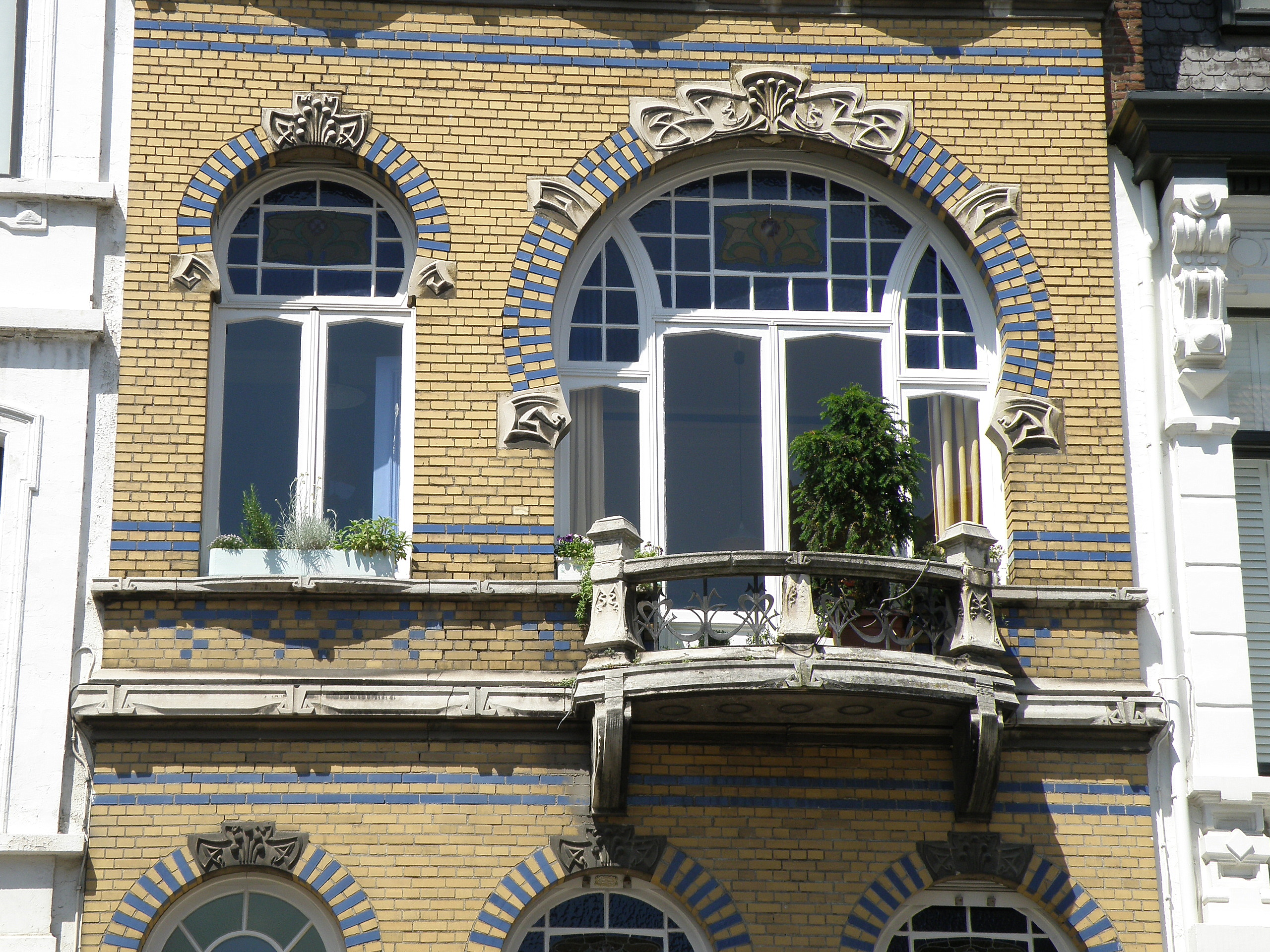

## Source
- (nl) https://inventaris.onroerenderfgoed.be/erfgoedobjecten/7420